# 金鉽
金鉽（1869年—1950年），字范才，一字式金，号蘅意，别号陶宦。祖籍安徽休宁，出生于泰兴，清朝政治人物、进士出身。
光绪二十一年，登进士，此前参与公车上书；同年五月，改翰林院庶吉士。光緒二十四年四月，散館，授翰林院編修。光绪二十八年，任襟江学堂总教习，后担任南菁书院监督。民国初年后，不再出仕。